# Лихачёв, Александр Сергеевич
Алекса́ндр Серге́евич Лихачёв (22 июля 1996, Ижевск, Россия) — российский футболист, защитник. Чемпион Европы в возрастной категории до 17 лет. Серебряный призёр чемпионата Европы 2015 года в возрастной категории до 19 лет.

## Клубная карьера
Воспитанник ижевского «Зенита», первый тренер игрока — Дмитрий Николаевич Кожевников. В 2011 году перешёл в Академию московского «Спартака», где занимался под руководством Алексея Леонидовича Лунина. С 2013 года стал выступать за дублирующий состав. Начинал играть на позиции центрального полузащитника, со временем переквалифицировался в центрального защитника.
10 сентября 2016 года дебютировал за вторую команду «Спартак-2» в матче ФНЛ против астраханского «Волгаря» (1:1).
20 февраля 2019 года Лихачёв и «Спартак» прекратили сотрудничество по соглашению сторон. В тот же день защитник перешёл в «Тюмень». По итогам сезона 2018/2019 «Тюмень» вылетела из ФНЛ, и в июле 2019 года Лихачёв перешёл в воронежский «Факел». Летом 2023 года, после проведенного сезона в костромском «Спартаке», защитник подписал контракт с ивановским «Текстильщиком».

## Карьера в сборной
За юношескую сборную России 1996 года рождения выступает с 2012 года, когда дебютировал за неё в международном турнире «Монтегю». В 2012 году принимал участие в Мемориале имени Виктора Банникова, сыграл в двух матчах. На Мемориале сборная заняла второе место, в финале в серии пенальти уступив сборной Украины. На юношеском чемпионате Европы 2013 он провёл пять встреч. С первой до последней минуты надёжно сыграл против итальянцев. В полуфинале со сборной Швеции реализовал пенальти. Его национальная команда стала чемпионом Европы в возрастной категории до 17 лет.
В 2015 году стал серебряным призёром юношеского чемпионата Европы (до 19 лет). На турнире принял участие в первой игре против Нидерландов, где был удалён за две жёлтые карточки. В остальных встречах на турнире оставался на скамейке запасных.

## Достижения
«Спартак» (Москва)
- Победитель молодёжного первенства России: 2016/17

Россия (до 17)
- Победитель чемпионата Европы: 2013